# Opacifrons tunisica
Opacifrons tunisica är en tvåvingeart som först beskrevs av Papp 1977.  Opacifrons tunisica ingår i släktet Opacifrons och familjen hoppflugor. Inga underarter finns listade i Catalogue of Life.